# Myxozyma siricis
Myxozyma siricis är en svampart som beskrevs av Spaaij & G. Weber 1992. Myxozyma siricis ingår i släktet Myxozyma och familjen Lipomycetaceae.   Inga underarter finns listade i Catalogue of Life.